# Viviers-le-Gras
Viviers-le-Gras – miejscowość i gmina we Francji, w regionie Grand Est, w departamencie Wogezy.
Według danych na rok 1990 gminę zamieszkiwało 200 osób, a gęstość zaludnienia wynosiła 22 osób/km² (wśród 2335 gmin Lotaryngii Viviers-le-Gras plasuje się na 845. miejscu pod względem liczby ludności, natomiast pod względem powierzchni na miejscu 663.).